# Condado de Woodward
O Condado de Woodward é um dos 77 condados do estado norte-americano do Oklahoma. A sede do condado é Woodward, que é também a cidade mais populosa.
A área do condado é de 3227 km² (dos quais 10 km² são cobertos por água), e a população em 2019 era estimada de 20 211 habitantes, uma densidade populacional de 6 hab/km². O seu nome provém de uma estação ferroviária da Santa Fe Railway Company, que por sua vez homenageava um dos diretores da empresa, B.W. Woodward.
O condado foi originalmente conhecido como "Condado N" e era composto pelas áreas do presente Condado de Woodward e áreas adjacentes dos condados de Harper, Ellis e Condado de Woods. Antes de sua divisão em uma divisão administrativa estadual, Woodward era o condado mais ocidental da Tomada de Cherokee e anexado ao Texas e a Panhandle do Oklahoma a oeste e a Kansas a ao norte. Por pressões políticas requeridas por William H. Murray durante Convenção Constitucional do Oklahoma resultaram na redução das fronteiras do condado.

## Condados adjacentes
- Condado de Woods (nordeste)
- Condado de Major (leste)
- Condado de Dewey (sul)
- Condado de Ellis (oeste)
- Condado de Harper (noroeste)

## Cidades e vilas
- Fort Supply
- Mooreland
- Mutual
- Sharon
- Woodward